# Baltazar de Azevedo Coutinho

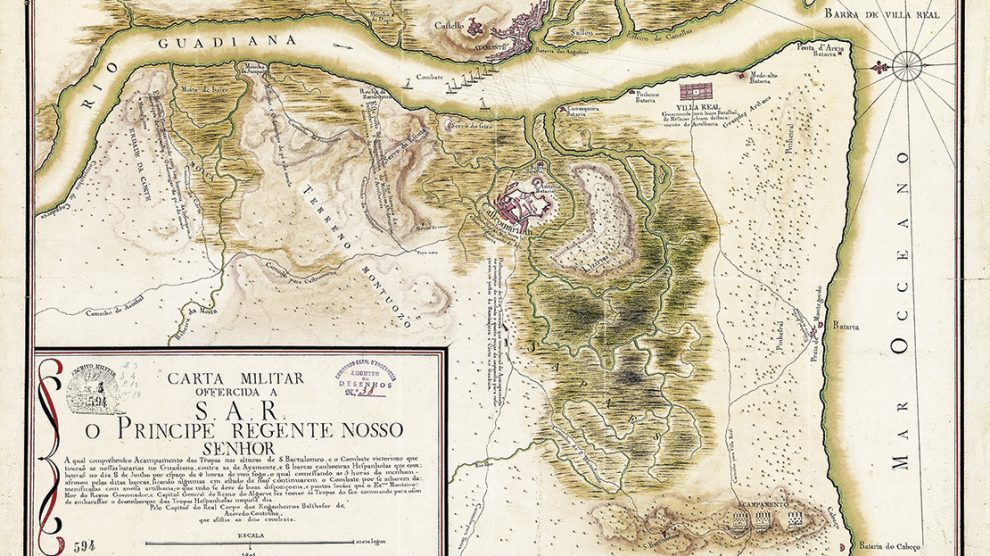
Mapa da Batalha do Guadiana, por Baltazar Coutinho

Baltazar de Azevedo Coutinho (Lagos, 29 de março de 1765 — , 2 de julho de 1823) foi um engenheiro militar e cartógrafo que produziu um grande números de mapas cartográficos, planos de batalha e de fortalezas durante o fim do século XVIII e início do XIX. Alistou-se como cadete no Regimento de Infantaria de Lagos e promovido a ajudante com o exercício de engenheiro em 3 de Julho de 1789 como ajudante de campo em Tavira, onde foi discípulo do engenheiro José Sande de Vasconcelos, então colaborando com ele em diversos trabalhos no âmbito da aula de artilharia do Regimento de Infantaria de Faro, a decorrer em Tavira.
A sua obra encontra-se dispersa pelo Arquivo Histórico-Militar, Biblioteca Nacional e Torre do Tombo.